# Urbise
Urbise település Franciaországban, Loire megyében. Lakosainak száma 116 fő (2022. január 1.). Urbise Le Bouchaud, Montaiguët-en-Forez, Sail-les-Bains, Saint-Martin-d’Estréaux, Céron, Chenay-le-Châtel és La Pacaudière községekkel határos.

## Népesség
A település népessége az elmúlt években az alábbi módon változott:
| Lakosok száma | 247  | 171  | 152  | 126  | 134  | 132  | 130  | 124  | 122  | 116  |
|               | 1968 | 1982 | 1990 | 2006 | 2013 | 2015 | 2017 | 2019 | 2020 | 2022 |